# Xining
Xining (kineski: 西宁) nekadašnji Siling je administrativni centar kineske provincije Qinghai od 1 048 000 
stanovnika (prema procjeni iz 2007.).

## Zemljopisne karakteristike
Xining leži u istočnom dijelu te planinske provincije, u plodnoj dolini rijeke Huang shui, pritoke Žute rijeke. Grad se nalazi oko 95 km istočno od jezera Kukunor (Modro jezero) i oko 200 km zapadno od Lanzhoua glavnog grada provincije Gansu, na tradicionalnom glavnom trgovačkom putu iz sjeverne Kine za Tibet.

## Vanjske poveznice
- Xining na portalu Encyclopædia Britannica (engl.)
- Službene stranice grada  Arhivirana inačica izvorne stranice od 22. siječnja 2019. (Wayback Machine)